# Johann Jakob Kuen von Belasy
Johann Jakob Kuen von Belasy (ur. ok. 1515 w Bressanone, zm. 4 maja 1586 w Salzburgu) – duchowny rzymskokatolicki, w latach 1561–1586 książę arcybiskup metropolita Salzburga.

## Życiorys
Johann Jakob pochodził ze starej południowo-tyrolskiej rodziny. W 1548 został wyświęcony na kapłana. 28 listopada 1560 został wybrany arcybiskupem Salzburga, papież kanonicznie zatwierdził ten wybór 15 stycznia następnego roku. Sakrę otrzymał 16 lutego 1561. Zmarł po 25 latach rządów 4 maja 1586.